# Gempylidae
Gempylidae é uma família de peixes da subordem Scombroidei.

## Espécies
Existem 24 espécies em dezasseis géneros:
- Género Diplospinus
  - Diplospinus multistriatus Maul, 1948.
- Género Epinnula
  - Epinnula magistralis Poey, 1854.
- Género Gempylus
  - Gempylus serpens Cuvier, 1829.
- Género Lepidocybium
  - Lepidocybium flavobrunneum (Smith, 1843).
- Género Nealotus
  - Nealotus tripes Johnson, 1865.
- Género Neoepinnula
  - Neoepinnula americana (Grey, 1953).
  - Neoepinnula orientalis (Gilchrist & von Bonde, 1924).
- Género Nesiarchus
  - Nesiarchus nasutus Johnson, 1862.Black gemfish, Nesiarchus nasutus
- Género Paradiplospinus

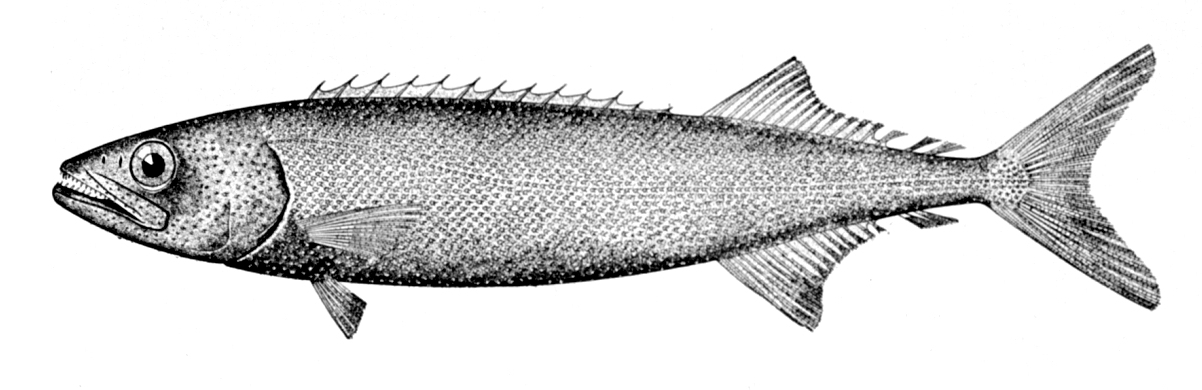
Black gemfish, Nesiarchus nasutus

  - Paradiplospinus antarcticus Andriashev, 1960.
  - Paradiplospinus gracilis (Brauer, 1906).
- Género Promethichthys
  - Promethichthys prometheus (Cuvier, 1832).Promethichthys prometheus
- Género Rexea
  - Rexea alisae Roberts & Stewart, 1997.
  - Rexea antefurcata Parin, 1989.

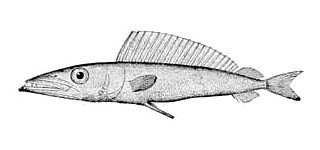
Promethichthys prometheus

  - Rexea bengalensis (Alcock, 1894).
  - Rexea brevilineata Parin, 1989.
  - Rexea nakamurai Parin, 1989.
  - Rexea prometheoides (Bleeker, 1856).
  - Rexea solandri (Cuvier, 1832).
- Género Rexichthys
  - Rexichthys johnpaxtoni Parin & Astakhov, 1987.
- Género Ruvettus
  - Ruvettus pretiosus Cocco, 1833.
- Género Thyrsites
  - Thyrsites atun (Euphrasen, 1791).
- Género Thyrsitoides
  - Thyrsitoides marleyi Fowler, 1929.
- Género Thyrsitops
  - Thyrsitops lepidopoides (Cuvier, 1832).
- Género Tongaichthys
  - Tongaichthys robustus Nakamura & Fujii, 1983.

A espécie Scombrolabrax heterolepis era anteriormente classificada nesta família, mas agora é colocada na sua própria família, Scombrolabracidae.